# Lilla Sömtjärnen
Lilla Sömtjärnen är en sjö i Norbergs kommun i Västmanland och ingår i Dalälvens huvudavrinningsområde.